# Mohelnická ptačí stezka
Mohelnická ptačí stezka je krátká naučná stezka ve městě Mohelnice v okrese Šumperk v Olomouckém kraji. Nachází se také v okolí potoka Mírovka na rozhraní geomorfologických celků Mohelnická brázda a Zábřežská vrchovina na Moravě.

## Historie a popis
Mohelnická ptačí stezka, která má 13 zastavení s informačními panely a délku cca 2 km, byla postavena v prosinci 2020. Zaměřuje se na místní ptačí populaci a představuje tak různé druhy ptáků, kteří se zde vyskytují. Poblíž každé zastávky je také umístěna ptačí budka, aby bylo podpořeno i hnízdění ptáků. Stezka začíná na ulici Petra Bezruče (u dálničního podchodu), vede městským parkem a po obou březích potoka Mírovka a končí u základní školy Mlýnská. Informační panely jsou také doplněny QR kódy pro stahování dat a zvuků příslušných ptaků pomocí mobilních telefonů. Zřizovatelem stezky je spolek STURM.

## Další informace
Naučná stezka je celoročně volně přístupná a navazuje na další turistické a cyklistické trasy. Obdobná naučná stezka Ptačí stezka Loštice se nachází v sousedních Lošticích.

## Galerie

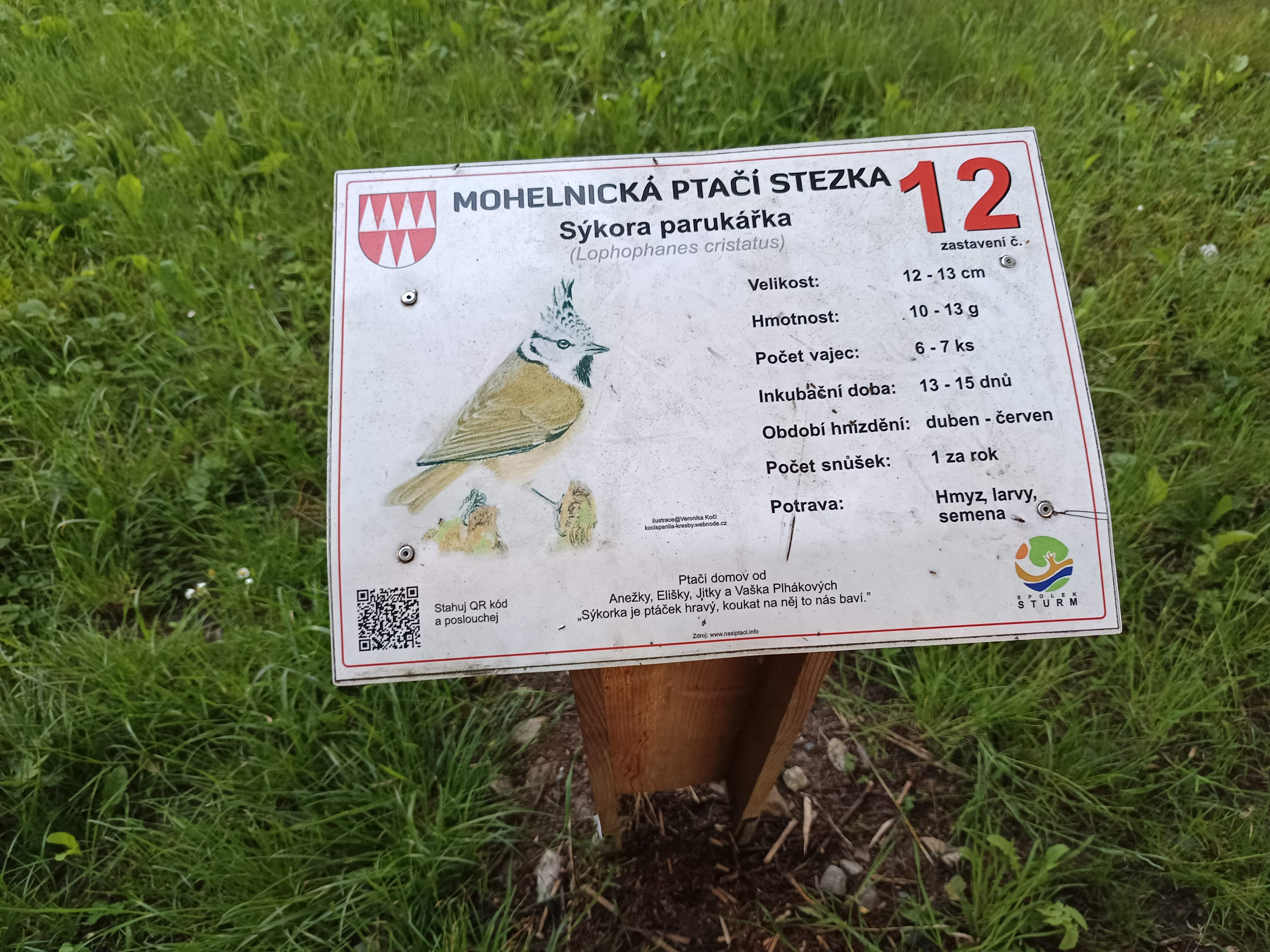
12. zastavení na naučné stezce